# Amway Center
Amway Center – widowiskowo-sportowa hala zlokalizowana w Orlando na Florydzie. Otwarta 1 października 2010 roku, koszt budowy wyniósł 480 000 000 dolarów. Z hali korzystają zawodnicy zespołu NBA Orlando Magic oraz AFL Orlando Predators.